# Piper coactile
Piper coactile är en pepparväxtart som beskrevs av Henry Nicholas Ridley. Piper coactile ingår i släktet Piper och familjen pepparväxter. Inga underarter finns listade i Catalogue of Life.